# Ulica Zamkowa we Wrocławiu

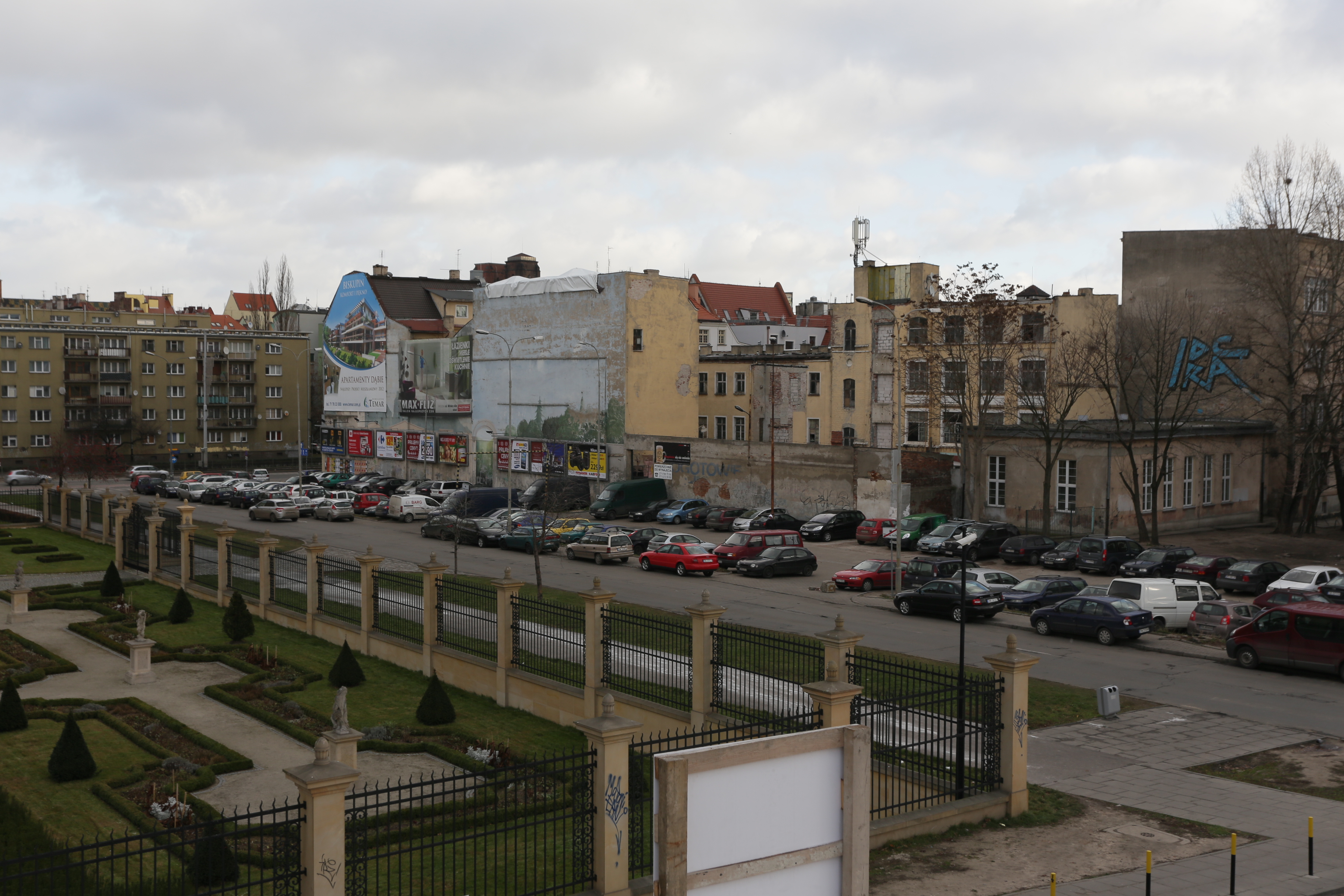
Ulica Zamkowa (2013 r.) widoczna z dachu budowanego Narodowego Forum Muzyki; z lewej widoczny fragment ogrodów przy zamku królów pruskich

Ulica Zamkowa – ulica długości 135 metrów położona w ścisłym centrum Wrocławia, w sąsiedztwie dawnego zamku królów pruskich, łącząca Trasę W-Z (ul. Kazimierza Wielkiego) z placem Wolności i ul. Heleny Modrzejewskiej.
Wbrew swej dzisiejszej nazwie, ulica Zamkowa obecnie nie jest tożsama z ulicą, noszącą przed rokiem 1945 nazwę Schloss Straße, łączącą wrocławski Rynek i Plac Solny z dawnym zamkiem królów pruskich. Do końca lat 70. XX wieku jednak to właśnie ta właśnie historyczna ulica nosiła nazwę Zamkowej, dopiero w 1983 zmieniono jej nazwę na ul. Gepperta.
Dzisiejsza ulica Zamkowa po zakończeniu II wojny światowej przez wiele lat była bezimiennym placem na miejscu przedwojennej zabudowy śródmiejskiej, zrujnowanej podczas oblężenia Festung Breslau w 1945 r.; tuż po wojnie wiódł tędy prowizoryczny tor służący do wywożenia ze ścisłego centrum miasta gruzu w kierunku wysypiska bądź towarowego dworca kolejowego (skąd cegły trafiały dalej m.in. na odbudowę Warszawy), a później przez wiele lat była placem parkingowym częściowo z tymczasową zabudową (m.in. garażami).
W ostatnich dwóch dekadach XX wieku, przy okazji remontu pobliskiego zamku królów pruskich w związku z przeznaczeniem go na potrzeby Muzeum Miejskiego Wrocławia rejon ten został częściowo uporządkowany i powstał tu łącznik pomiędzy dawnym pruskim placem ćwiczeń (dziś plac Wolności) a trasą W-Z. Jeszcze jednak na planach miasta z 1999 roku pozostawał on bezimienny, nazwę ul. Zamkowej nadano jej w Uchwale Rady Miejskiej Wrocławia Nr VIII/144/03 z 24 kwietnia 2003.
Znaczenie obecnej ulicy Zamkowej w infrastrukturze miejskiej nie było szczególnie istotne (była jedynie dość wygodnym zjazdem z trasy W-Z w kierunku południowym) do czasu zatwierdzenia planów związanych z budową wjazdu na podziemny parking Narodowego Forum Muzyki, w których przewidziano, iż na miejscu ul. Zamkowej, oprócz połączenia z parkingiem NFM, znajdzie się jedynie trakt spacerowy. Przebudowę tego fragmentu miasta zakończono w grudniu 2015.